# Bürgersaalkirche de Munich
La Bürgersaalkirche ou église de la Salle des Bourgeois est une église catholique du centre historique de Munich en Bavière (Allemagne). La Salle de réunion elle-même a été construite en 1709-1710 d'après les plans de Giovanni Antonio Viscardi et a été consacrée pour le culte en 1778.

## Histoire
Ce bâtiment baroque servait de salle de réunion et de conseil pour les hommes de la congrégation mariale créée par les jésuites en 1610. Ces derniers avaient leur église (Saint-Michel) et leur collège à proximité, où les hommes de la congrégation se réunissaient au début. Ceux-ci décident de faire construire un bâtiment plus important pour leurs conseils et d'en financer eux-mêmes son édification.
Lorsque les jésuites sont expulsés de Bavière, l'église est dédiée à la Vierge de l'Annonciation, avec une église supérieure au magnifique autel surplombé d'une Annonciation en argent, œuvre d'Andreas Faistenberger, et une église inférieure au rez-de-chaussée.
Le peintre autrichien Martin Knoller fut l'un des peintres appelés à donner un projet de décor, sur le thème de l'Assomption de la Vierge, pour la voûte qui venait de s'effondrer. Vers 1774, il fit une esquisse de 220 × 82 cm qui fut retenue. Elle est conservée au Musée du Louvre, Paris.
Lors des bombardements de l'automne 1944, l'intérieur de l'église fut gravement endommagé, même si la façade ne fut pas atteinte. Ainsi la magnifique Assomption peinte par Martin Knoller (1773-1774) fut détruite.

## Tombeau de Rupert Mayer
Rupert Mayer, prêtre jésuite, très actif comme directeur de la congrégation mariale de Munich, et résistant au nazisme, y est enterré depuis 1948. Il a été béatifié par Jean-Paul II en 1987.

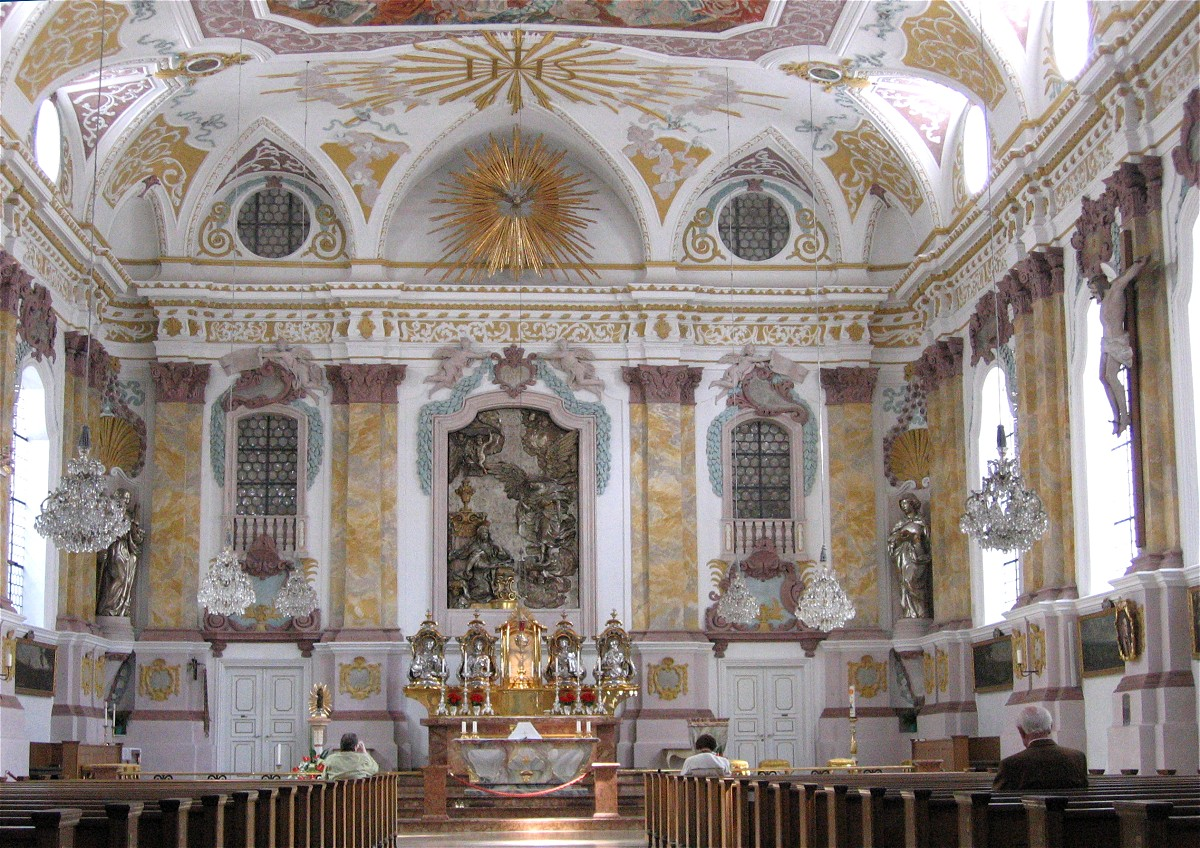
Vue de l'autel de l'église supérieure
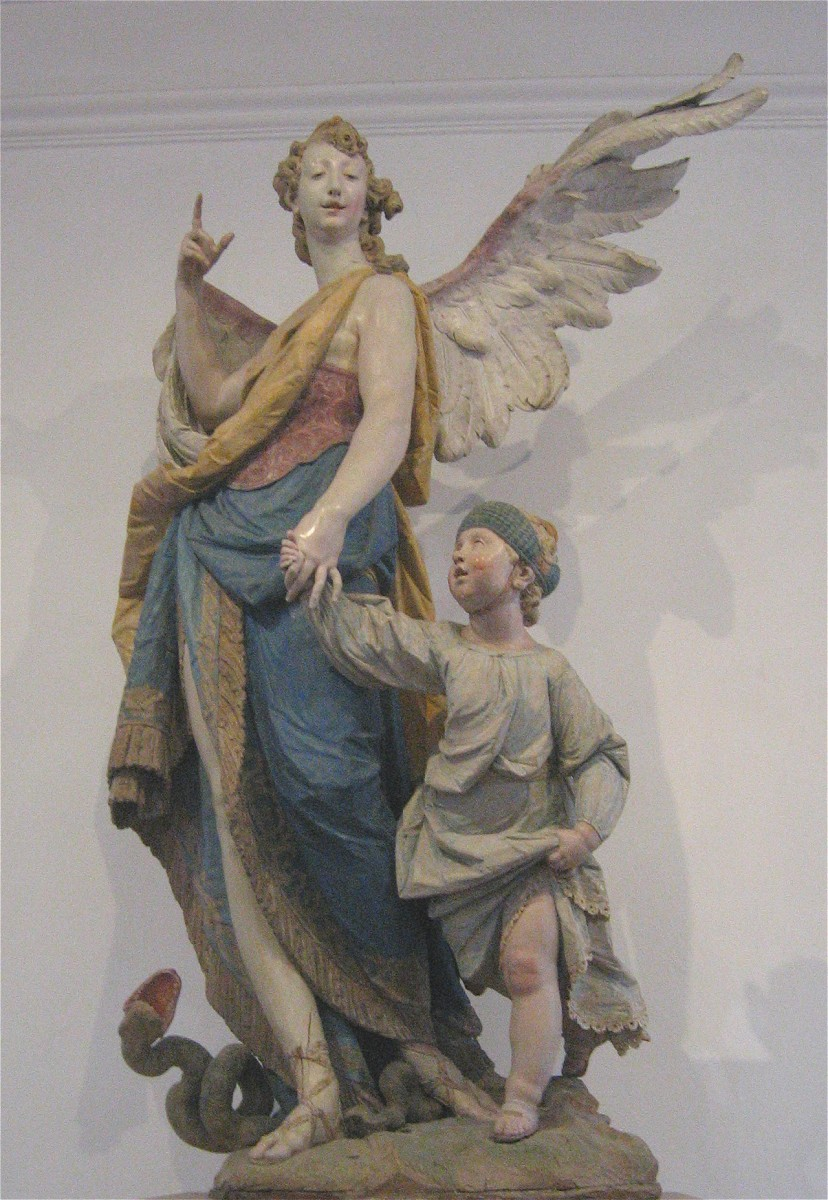
Ange gardien d'Ignaz Günther